# Військова криптографія
«Військова криптографія» (фр. La cryptographie militaire, 1883) — книга Огюста Керкгоффса про криптографію. В основному, книга присвячена огляду сучасних на момент публікації методів шифрування, а також їх розбору з позицій криптоаналізу. В роботі автор у стислій формі виклав свої погляди на проектування криптографічних систем, у тому числі відомий принцип Керкгоффса, згідно з яким ефективна робота криптосистеми не повинна ґрунтуватися на факті її невідомості для противника.
«Військова криптографія» займає особливе місце серед інших, в більшості своїй ніяк не пов'язаних з криптологією, робіт автора у першу чергу тому, що її публікація справила колосальний вплив на розвиток криптологічної науки свого часу. Книга заклала фундамент французької традиції криптології та збільшила інтерес до неї, зробивши Францію лідером у цій області під час Першої світової війни.

## Історія
Огюст Керкгоффс народився в 1835 році в Нідерландах, а вищу освіту отримав у Льєзькому університеті, отримавши при цьому два магістерських диплома — із словесності та природничих наук. Хоча, насамперед, науковець був зайнятий питаннями лінгвістики й інтерлінгвістики, в коло його інтересів входили найрізноманітніші галузі знань, в тому числі археологія, криптологія та математика. Зокрема, його цікавило застосування криптографії у військових цілях. Збираючи інформацію в цій галузі по всій Європі, Керкгоффс зіткнувся з кричущим фактом, що стійкість більшості криптографічних систем, які використовувала французька армія і розвідка, базувалася на принципі «безпека через неясність», тому при попаданні інформації про застований метод шифрування в руки ворога, ці системи ставали абсолютно прозорі для злому.
Обурений такою ситуацією, Керкгоффс публікує «Військову криптографію» в «Журналі військових наук»(фр. Journal des sciences militaires) у випусках за січень і лютий 1883 року. Стаття швидко отримала визнання, і в тому ж році була перевидана у вигляді окремої брошури.

## Зміст

### Криптографія в армії
Вступна частина книги присвячена короткому екскурсу в історію розвитку шифрування, а також огляду ситуації, яка  склалася на момент видання книги у сфері військової криптографії. Автор зауважує, що, незважаючи на загальновідомо ключову роль, яку відіграє надійне шифрування повідомлень під час ведення бойових дій, криптографії і криптоаналізу приділялося злочинно мало уваги з часів закриття чорного кабінету й проголошення таємниці листування, що призвело до малого числа робіт в області криптоаналізу і, як наслідок, до значної переоцінки стійкості багатьох широковживаних тоді способів шифрування.
Як ілюстрацію проблеми, Керкгоффс описує випадок, що трапився влітку 1877 року, в розпал російсько-турецької війни. Одного недільного ранку, військове міністерство Франції отримало шифровану телеграму від свого військового аташе, який спостерігав за ходом бойових дій. З нагоди вихідного дня, голови управління шифрування листування на робочому місці не було, а значить, не було й ключа, за допомогою якого можна було б розшифрувати телеграму. Тим не менш, справа була термінова, і син військового міністра, який служив в управлінні, взявся за злом шифру. Знаючи алгоритм шифрування, вже через пару годин він зумів прочитати повідомлення.

### Вимоги до військової криптографії
Найбільш відома частина роботи. В ній Керкгоффс висловлює свої погляди на проектування криптографічних систем, спираючись на два ключових твердження:
1. Треба по різному проектувати системи, призначені для нечастого листування вузького кола ізольованих осіб, і системи для постійної передачі даних між безліччю військових офіцерів, які повинні зберігати криптостійкість протягом заздалегідь невідомого (а потенційно необмеженого) часу;
2. Надійність криптографічної системи може бути реально оцінена лише з позицій криптоаналізу.

Ґрунтуючись на цих двох твердженнях, автор сформулював свої шість вимог:

1. Систему має бути неможливо розкрити, якщо не математично, то хоча б фізично;
2. Система не повинна вимагати секретності, і при попаданні в руки ворога не повинна втрачати надійності;
3. Необхідно, щоб ключ міг бути переданий і збережений без будь-яких записів, а також міг бути змінений за бажанням сторін, що беруть участь в листуванні;
4. Система повинна підходити для передачі повідомлень за допомогою телеграфу;
5. Система повинна бути портативною, і для користування нею не повинна вимагатися допомога кількох людей;
6. Система повинна бути проста у використанні, і не повинна вимагати від користувача ні значних зусиль, розумових чи фізичних, ні знання великої кількості правил.

Оригінальний текст (фр.)

1.  Le système doit être matériellement, sinon mathématiquement, indéchiffrable ;
2.  Il faut qu’il n’exige pas le secret, et qu’il puisse sans inconvénient tomber entre les mains de l’ennemi ;
3.  La clef doit pouvoir en être communiquée et retenue sans le secours de notes écrites, et être changée ou modifiée au gré des correspondants ;
4.  Il faut qu’il soit applicable à la correspondance télégraphique ;
5.  Il faut qu’il soit portatif, et que son maniement ou son fonctionnement n’exige pas le concours de plusieurs personnes ;
6.  Enfin, il est nécessaire, vu les circonstances qui en commandent l’application, que le système soit d’un usage facile, ne demandant ni tension d’esprit, ni la connaissance d’une longue série de règles à observer.

— Auguste Kerckhoffs, «La Cryptographie Militaire»
Друга з цих вимог нині відома як принцип Керкгоффса.
Слід особливо відзначити, що Керкгоффс був першою людиною, хто висловив думку про принципове розділення системи шифрування, потенційно відомої багатьом людям (в тому числі, зломщикам), і ключа, відомого лише обмеженому колу кореспондентів. Ця ідея була сформульована там же, у поясненнях до вимог.

### Різні методи криптографії
Найбільш об'ємна частина роботи присвячена опису майже всіх відомих на той момент алгоритмів шифрування, з докладним описом відомих ефективних методів їх злому. У цій частині роботи він, крім опису вже відомих методів криптоаналізу, розвинув метод суперімпозиції, а також першим описав використання пошуку прихованої симетрії в поліалфавітних таблицях для злому поліалфавітних шифрів.

### Криптографічні машини
Заключну частину роботи автор присвятив опису пристроїв для автоматизації шифрування. Керкгоффс високо оцінив потенціал сучасних йому механічних шифраторів та висловив впевненість у тому, що в майбутньому подібні пристрої будуть реалізовувати криптографічні системи, що найбільш повно відповідають сформульованим у роботі вимогам.